# Acer tsinglingense
Acer tsinglingense é uma espécie de árvore do gênero Acer, pertencente à família Aceraceae.